# Mef2

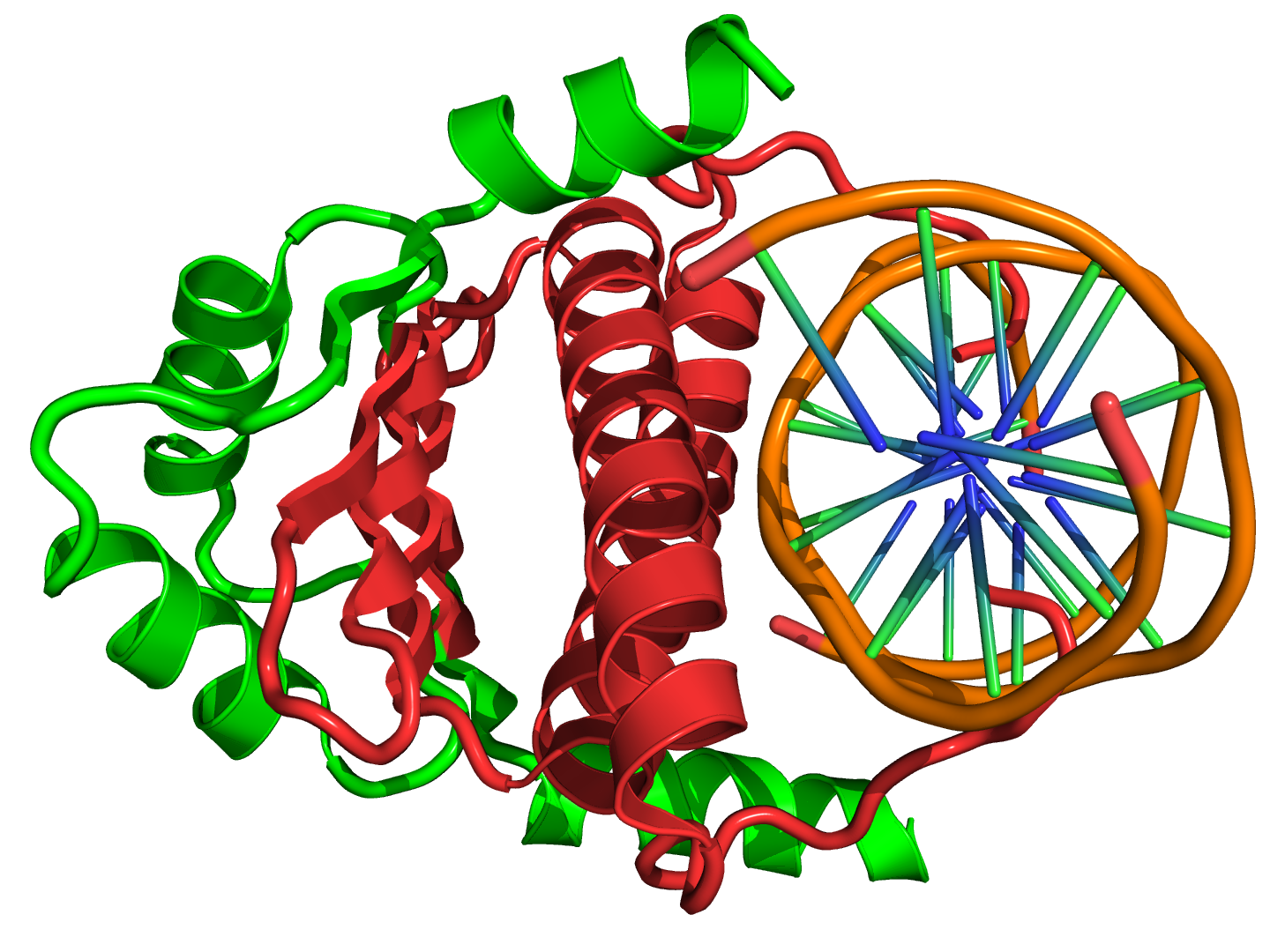
DNA（橙）と複合体を形成したヒトMEF2Bの二量体構造。MADSドメインが赤、MEF2ドメインが緑で示されている。。

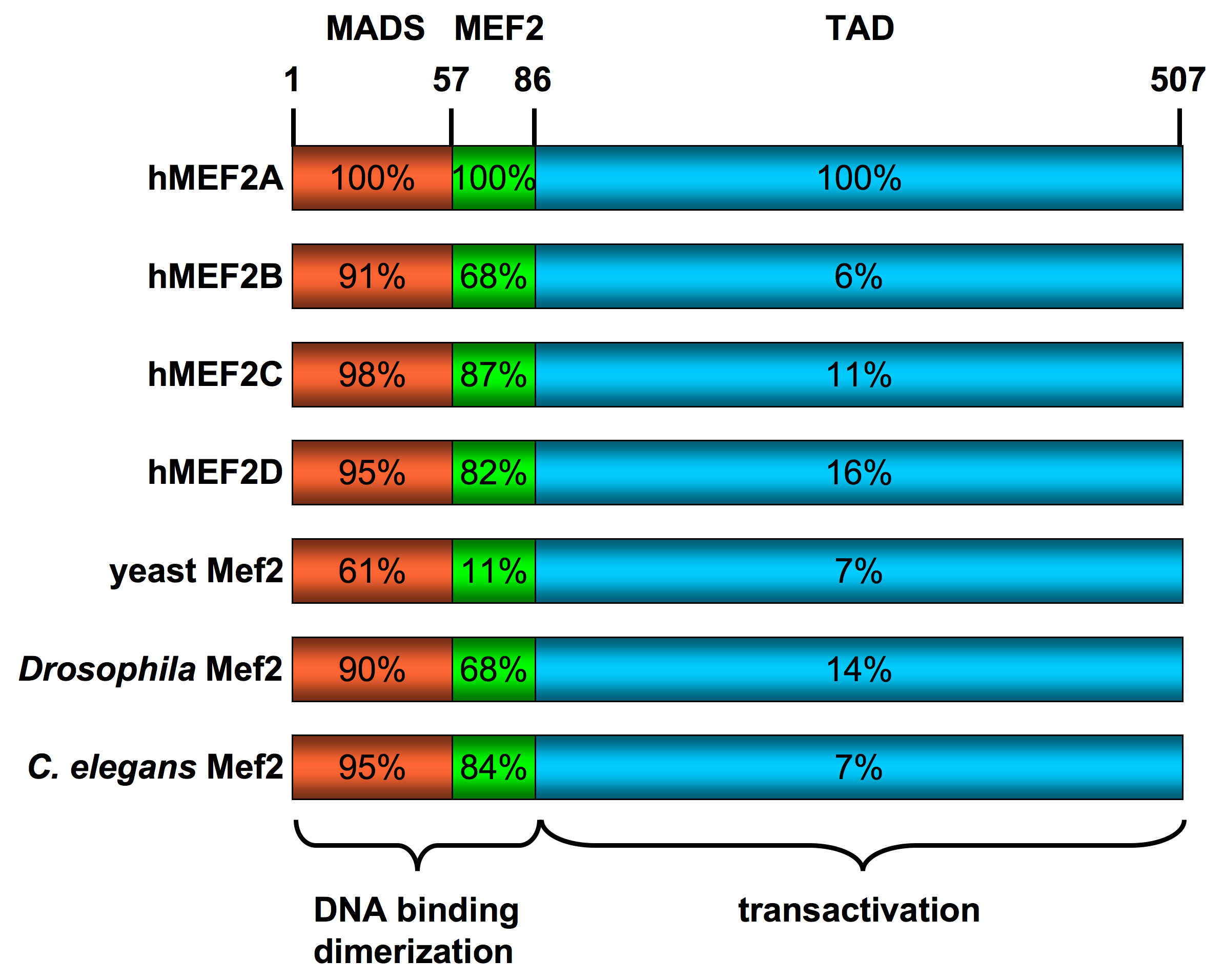
代表的な生物種のMef2タンパク質のドメイン構成と配列の比較。ヒトMEF2A（hMEF2A）のアミノ酸番号と、hMEF2Aと各タンパク質との配列同一性（%）が示されている。MADS（赤）、MEF2（緑）、トランス活性化ドメイン（TAD、シアン）。

Mef2（myocyte enhancer factor 2）は、遺伝子発現の制御を通じて細胞分化の調節因子として機能し、胚発生に重要な役割を果たす転写因子ファミリーである。成体では、Mef2タンパク質は一部の組織でストレス応答を媒介する。Mef2タンパク質には、MADSボックスとMef2 DNA結合ドメインが存在する。

## 発見
Mef2は、筋分化時に筋型クレアチンキナーゼ（mck）遺伝子のエンハンサー領域と相互作用する核内因子の同定のためのプロモーター解析から、転写因子複合体として同定された。ヒトではRSRF（related serum response factor）と命名された配列をコードする3種類のmRNAがクローニングされ、これらはMCKエンハンサー領域に存在するものと類似したコンセンサス配列に結合し、転写を駆動した。その後、RSRFは現在ではMEF2A、MEF2B、MEF2Dと呼ばれている遺伝子にコードされていることが示された。

## 種分布
Mef2の遺伝子は酵母からヒトまで真核生物のすべての分枝で広く発現している。ショウジョウバエではMef2遺伝子は1つしか存在しないが、脊椎動物には少なくとも4種類のMef2遺伝子が存在し（ヒトのものはMEF2A、MEF2B、MEF2C、MEF2Dと呼ばれる）、胚発生から成体となるまでの間、異なるものの重複するパターンで発現している。

## 配列と構造
哺乳類のMef2遺伝子は全て、全体として約50%のアミノ酸同一性がみられる。高度に保存されたN末端のMADSボックスとMef2ドメインでは約95%の類似性がみられる一方で、C末端のトランス活性化ドメインの配列は多様である。
MADSボックスはDNA結合に最小限必要なドメインとして機能するが、高親和性のDNA結合と二量体化にはMef2ドメインと呼ばれる隣接した29アミノ酸のドメインが必要である。MADSボックスとの相互作用を介して、Mef2転写因子はホモ二量体化またはヘテロ二量体化を行う。MEF2A、MEF2C、MEF2DのC末端には古典的核局在化配列（NLS）が存在し、タンパク質の核局在を保証している。ショウジョウバエのMef2やヒトのMEF2Bにはこの保存されたNLSは存在しないが、核内に存在する。

## 機能

### 発生
ショウジョウバエでは、Mef2は筋発生を調節する。哺乳類のMef2はbHLH型転写因子と協働して非筋型培養細胞を筋肉へ変化させる。bHLH因子はMef2cの発現を活性化し、Mef2cはその後自身の発現を維持する作用を果たす。
神経堤細胞におけるMef2cの喪失は、発生中の胚で頭蓋顔面の欠陥と上気道の閉塞による新生児死亡を引き起こす。Mef2cはホメオドメイン転写因子DLX5とDLX6の発現をアップレギュレーションし、これら2つの転写因子は頭蓋顔面の発生に必要である。

### ストレス応答
成体組織では、Mef2タンパク質は心肥大時のストレス応答や心筋や骨格筋組織のリモデリングを調節する。

### 心血管系
Mef2は心臓の発生と心臓遺伝子の発現の重要な調節因子である。脊椎動物では、Mef2転写因子ファミリーにはMef2a、Mef2b、Mef2c、Mef2dという4種類のメンバーが存在し、それぞれ発生過程の特定の時期に発現する。心臓で最初に発現するMef2cは前方心臓領域（anterior heart field, AHF）の発生に必要であり、心臓の流出路と右心室の大部分の構成要素の形成を助ける。さらに、Mef2遺伝子は既存の血管から新たな血管を形成する発芽型血管新生（sprouting angiogenesis）を助ける遺伝子の発現を活性化することが示されている。

## ノックアウト研究
マウスにおけるMef2cのノックアウト研究からは、心臓発生に重要な役割を果たすことが示されている。Mef2cを持たないマウスは胎生9.5–10日の時期に、心臓の不適切なルーピング、流出路の異常、右心室の完全な欠損などの大きな欠陥によって死亡する。このことはAHFの分化が不適切であることを示している。AHF特異的にMef2cをノックアウトした場合には、マウスは流出路のさまざまな欠陥と重度のチアノーゼのために出生時に死亡する。Mef2は心臓発生の多くの面に必要であり、特にAHFを調節している。

## 疾患との関係
Mef2は筋細胞の分化と遺伝子の活性化に必要であり、どちらの役割も心臓構造の形成に寄与している。胚発生時にMef2に異常が存在した場合、2種類の表現型が生じる。タイプIの表現型では心臓に重度の奇形が生じ、タイプIIの表現型では見かけは正常であるが、心筋層が薄く心不全が引き起こされる場合がある。MEF2CはTDGF1との関係により、先天性心疾患と直接関係していることが知られている。MEF2CによるTDGF1の調節が不適切な場合、発生の異常、特に心臓の胚発生に異常が生じる。MEF2CとTGDF1はCa2+シグナル伝達経路を介して相互作用し、さまざまな機構の調節に必要である。また、低分子ノンコーディングRNAであるmiRNAもMEF2Cの調節に特異的な役割を果たしている。先天性心疾患では、miR-29CのダウンレギュレーションのためにMEF2Cの発現がアップレギュレーションされている。MEF2ファミリーと関連していることが知られている他の疾患には、肝線維症、がんや神経変性疾患がある。